# Acanthus (bouwkunde)

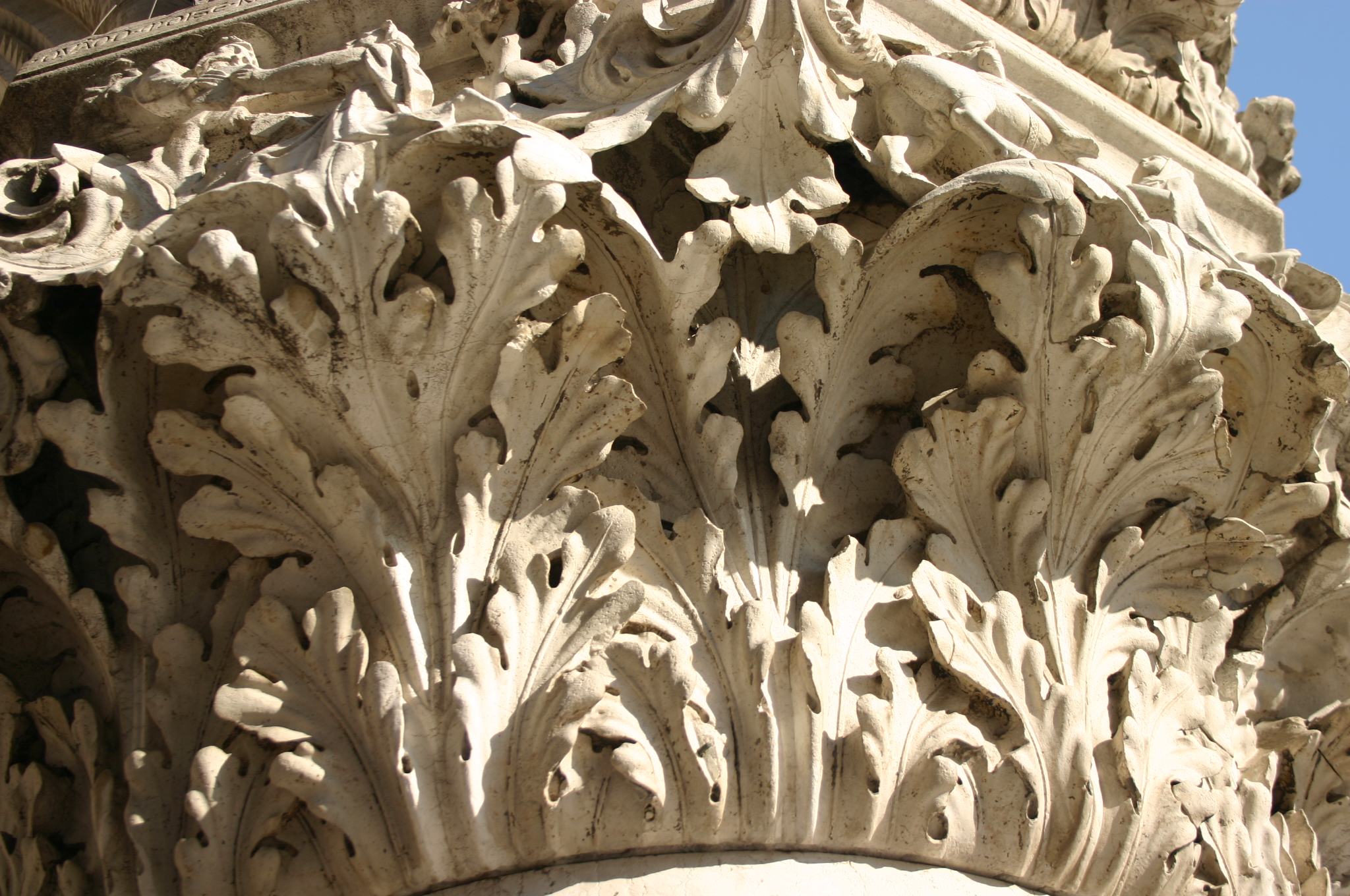
Zeer diep uitgewerkt acanthuskapiteel uit de renaissance - Venetië, Palazzo ducale

Het acanthusmotief is een veel toegepaste vormgeving binnen de bouwornamentiek. Zij is afgeleid van de bladvorm van de Acanthus, een mediterrane plant met sierlijk krullende bladeren. Het acanthusornament is eeuwenlang met name toegepast op kapitelen.
De Grieken gebruikten vooral de stekelige Acanthus spinosus als voorbeeld, terwijl de Romeinen de rondere Acanthus mollis als motief hanteerden. Het blad van deze planten vertoont enige gelijkenis met het blad van de distel, papaver en peterselie.

## Oorsprong
De Romeinse schrijver Vitruvius (75-15 v.Chr.) beschreef hoe de Korinthische orde was uitgevonden door Callimachus, een Grieks architect en beeldhouwer, toen deze een grafgift zag op het graf van een jong meisje. Een mandje met wat van haar speelgoed, met een tegel eroverheen om dit te beschermen tegen het weer, waar een acanthusplant zich met zijn diep ingesneden stekelige bladeren doorheen had gewerkt, inspireerde hem tot de vormgeving van het Korinthisch kapiteel.
Het acanthusblad is onder de naam acanthusmotief uitgebreid toegepast binnen de Korinthische orde van de Oud-Griekse architectuur, voornamelijk op zuilen en friezen. Deze ornamentiek is later overgenomen en uitgebreid door de Romeinen en latere middeleeuwse culturen.
In de bouwkunst van de barok, de renaissance en het classicisme werden deze bladeren, net als in de oudheid, als voorbeeld gebruikt voor de versiering van kapitelen en worden dan aangeduid als acanten.
Een zuil met dit type kapiteel wordt Korinthisch genoemd.

## Fotogalerij

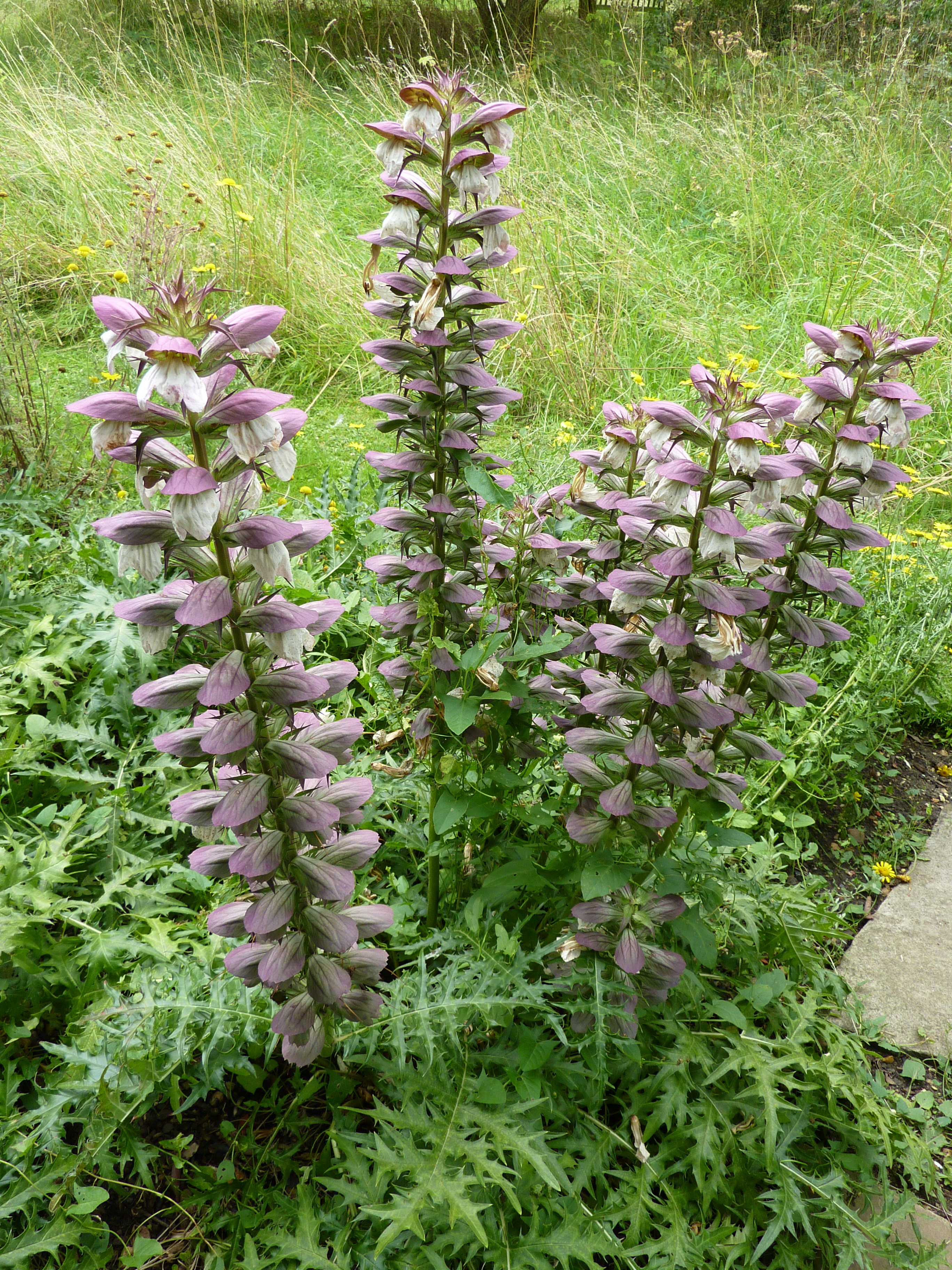
Acanthus spinosus in bloei
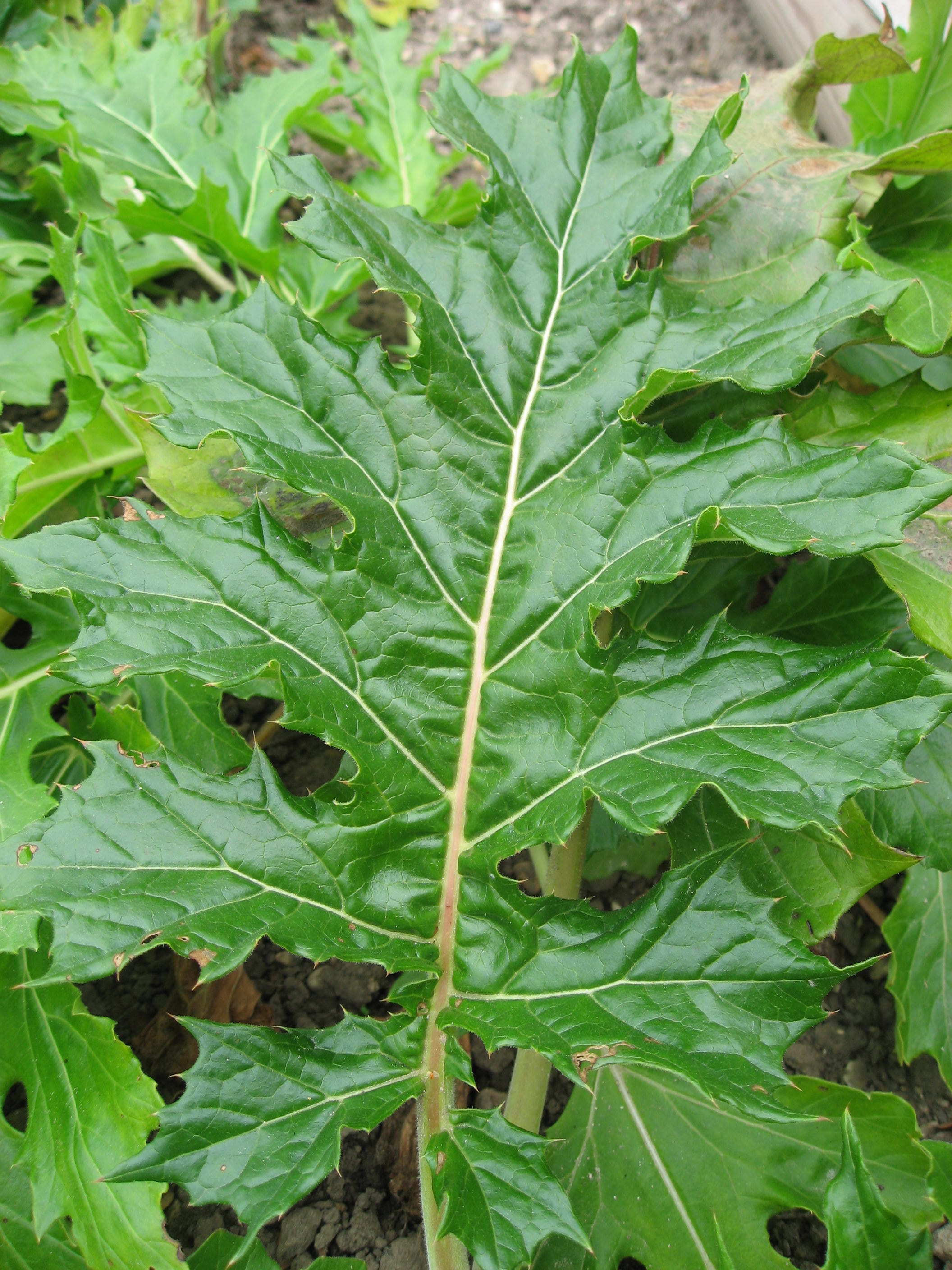
Acanthus mollis-blad
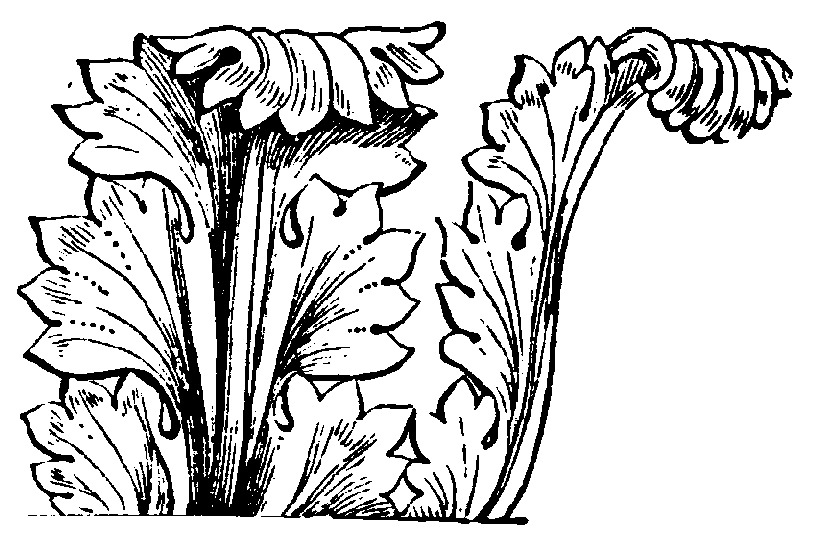
Acanthusblad
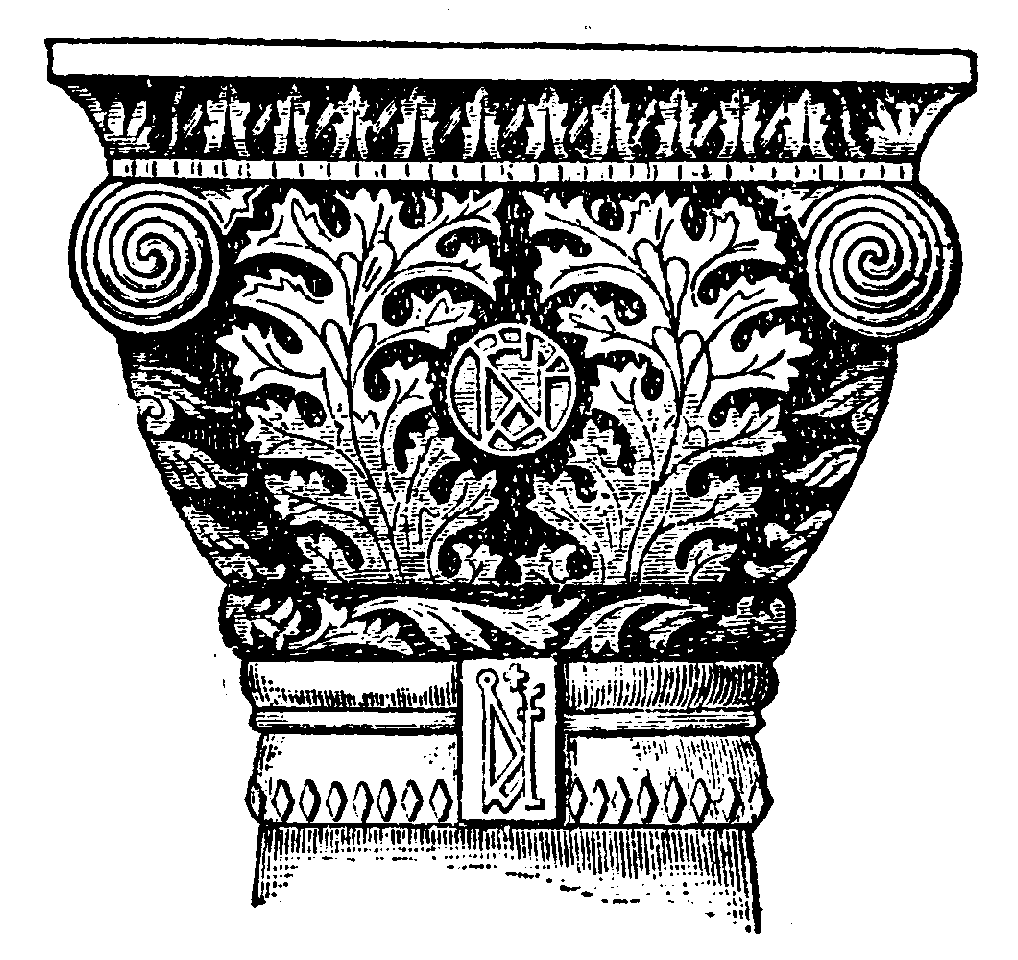
Acanthus-ornament, afbeelding uit het Nordisk familjebok
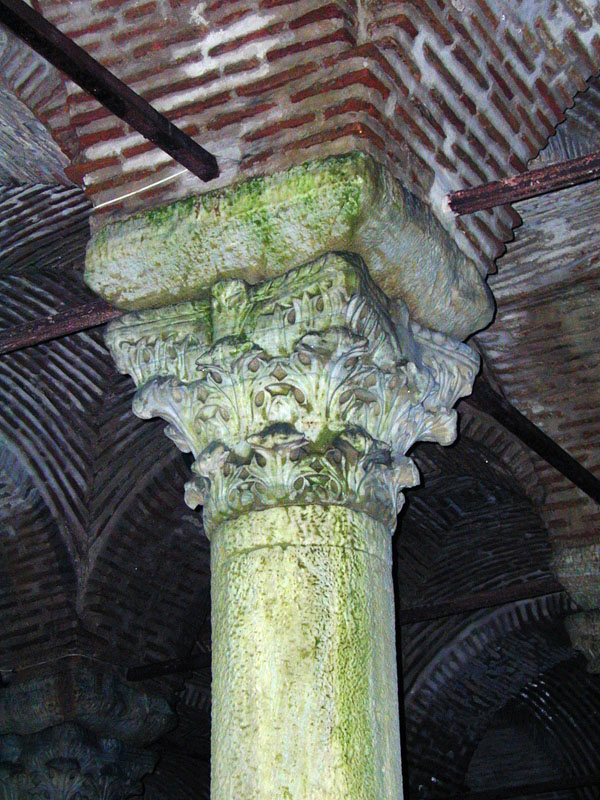
Acanthusblad op kapiteel (Basilica Cisterne Istanboel)
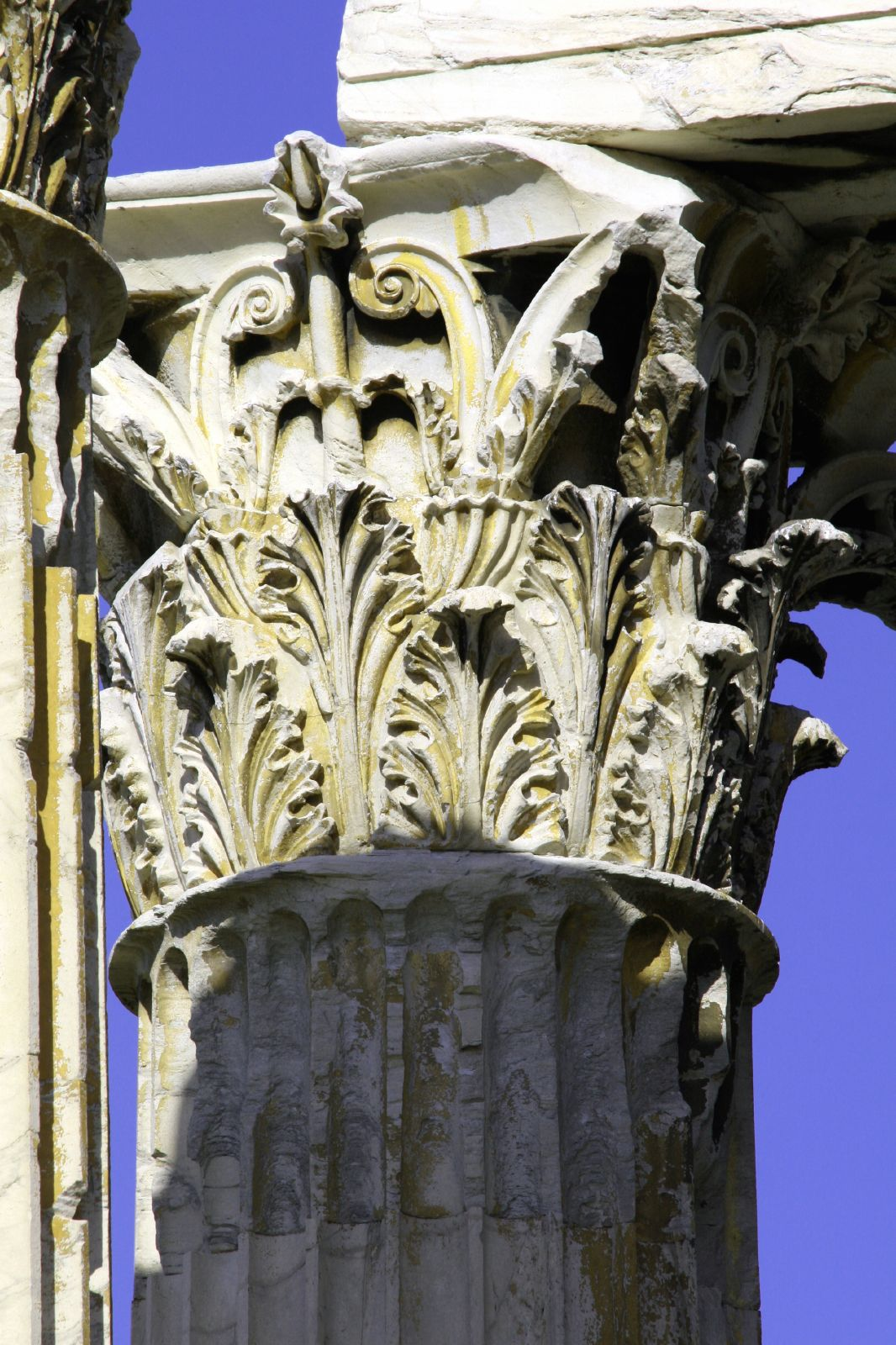
Korinthische zuil in de Zeustempel in Athene
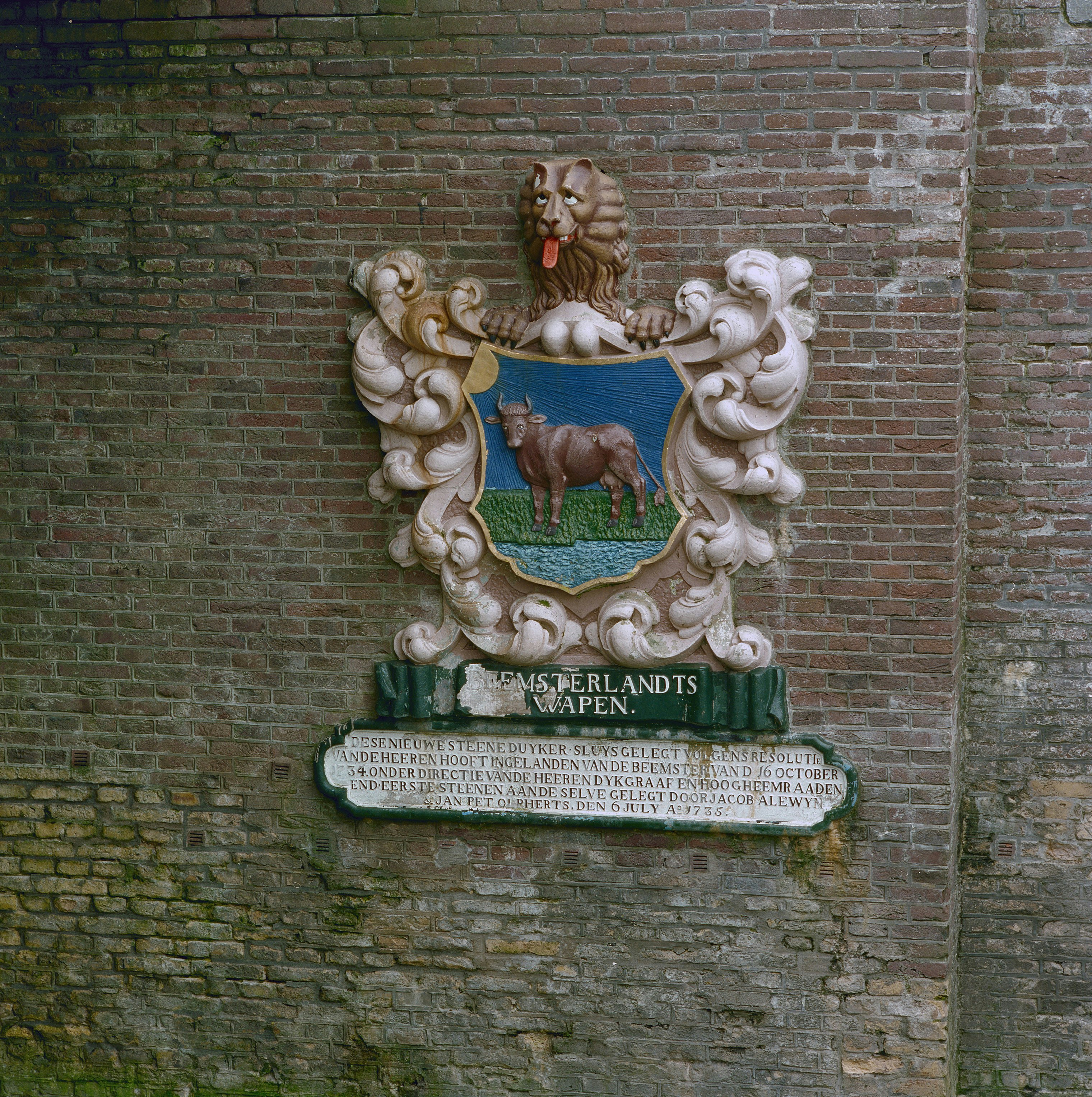
Gestileerde acanthusbladeren rondom het wapen van Beemster in de Hornsluis in Schardam